# Loving You Sunday Morning
Loving You Sunday Morning è l'11° singolo pubblicato dalla band Hard rock/Heavy metal tedesca Scorpions.
Il brano, inserito nel sesto album in studio Lovedrive pubblicato nel 1979, inizia con una chitarra abbastanza lenta di Rudolf Schenker che viene accompagnata subito dopo da quella del chitarrista solista Matthias Jabs, è una canzone piuttosto lunga poiché molte strofe si ripetono fino a che va via il suono.

## Tracce
1. Loving You Sunday Morning (Schenker, Meine) - 5:39
2. Coast to Coast (Schenker) - 4:42

## Formazione
- Klaus Meine: voce
- Rudolf Schenker: chitarra
- Matthias Jabs: chitarra
- Francis Buchholz: basso
- Herman Rarebell: batteria
- Michael Schenker: chitarra